# Тибо, Жак
Жак Тибо́ (фр. Jacques Thibaud; 27 сентября 1880, Бордо — 1 сентября 1953) — французский скрипач, педагог. Сын скрипача Жоржа Тибо, брат Альфонса, Жозефа и Франсиса Тибо.

## Биография
Первые уроки игры на скрипке получил от отца и впервые выступил на публике в Бордо в восемь лет. В возрасте тринадцати лет поступил в Парижскую консерваторию в класс Мартена Марсика и окончил её с отличием три года спустя. По некоторым сведениям, он брал уроки у Хосе Уайта. В дальнейшем Тибо некоторое время зарабатывал на жизнь, играя в ресторанах, в одном из которых его услышал известный скрипач и меценат Эдуар Колон. Он предложил молодому скрипачу принять участие в организованных им «Концертах Колона». Выступления Тибо пользовались большим успехом, и в течение 1898—1899 годов он 54 раза играл на этих концертах, получив широкую известность. Вскоре началась международная концертная карьера Тибо: он гастролировал по Европе, часто выступая в Великобритании, а в 1903 году состоялся его дебют в США. Получив серьёзное ранение во время Первой мировой войны, Тибо в течение нескольких лет не выступал, однако с 1920-х годов возобновил свою карьеру. Помимо сольных сочинений он также исполнял камерную музыку в трио с двумя своими братьями, а с середины 1920-х годов — c Пабло Казальсом и Альфредом Корто. Это трио получило всемирную известность, особенно активно концертируя в первой половине 1930-х годов. Их запись Трио Шуберта B-dur до сих пор считается одной из лучших интерпретаций этого сочинения и образцом слаженности музыкальной мысли в ансамбле. Тибо был другом Эжена Изаи, посвятившего ему свою Вторую сонату для скрипки.
Во время Второй мировой войны Тибо оставался во Франции, продолжая преподавать в Нормальной школе музыки в Париже, а в 1943 году основал совместно с Маргаритой Лонг Международный конкурс пианистов и скрипачей, существующий и сегодня. После войны скрипач продолжил давать концерты как во Франции, так и за границей, никогда не прерывая карьеры, несмотря на возраст. Тибо погиб в авиакатастрофе над Французскими Альпами во время очередного перелёта на концерт в Азию.

## Творчество
Исполнение Тибо отличалось чистотой звучания, виртуозной техникой и большой экспрессивностью. Наибольшую известность ему принесло исполнение музыки Моцарта и композиторов французского романтизма. Тибо играл на скрипках работы Антонио Страдивари, его многочисленные записи выпущены на компакт-дисках. Именем скрипача названа консерватория в Бордо.